# Polynyapodella ambrosei
Polynyapodella ambrosei is een kreeftachtigensoort uit de familie van de Basipodellidae. De wetenschappelijke naam van de soort is voor het eerst geldig gepubliceerd in 1997 door Huys, Møberg & Kristensen.